# Crassula muscosa
Crassula muscosa (L., 1760) è una pianta succulenta appartenente alla famiglia delle Crassulaceae, originaria di Sudafrica e parte della Namibia.
Si tratta di una pianta da appartamento coltivata in tutto il mondo e chiamata anche Crassula coda di ratto, Cintura d'orologio, Coda di lucertola, Pianta cerniera, Principessa pino e Crassula a zampa di lupo.

## Etimologia
L'epiteto specifico deriva dal latino muscosus, che significa letteralmente "muschioso", con riferimento all'aspetto della pianta. L'epiteto del sinonimo Lycopodioides, si riferisce invece al genere Lycopodium, nel quale sono incluse alcune specie rassomiglianti C. muscosa, che a sua volta e deriva dal greco "Λύκος" (líkos, lupo), "πόδι" (pódi, zampa) e οειδής (oeides, -oide, simile a).

## Descrizione

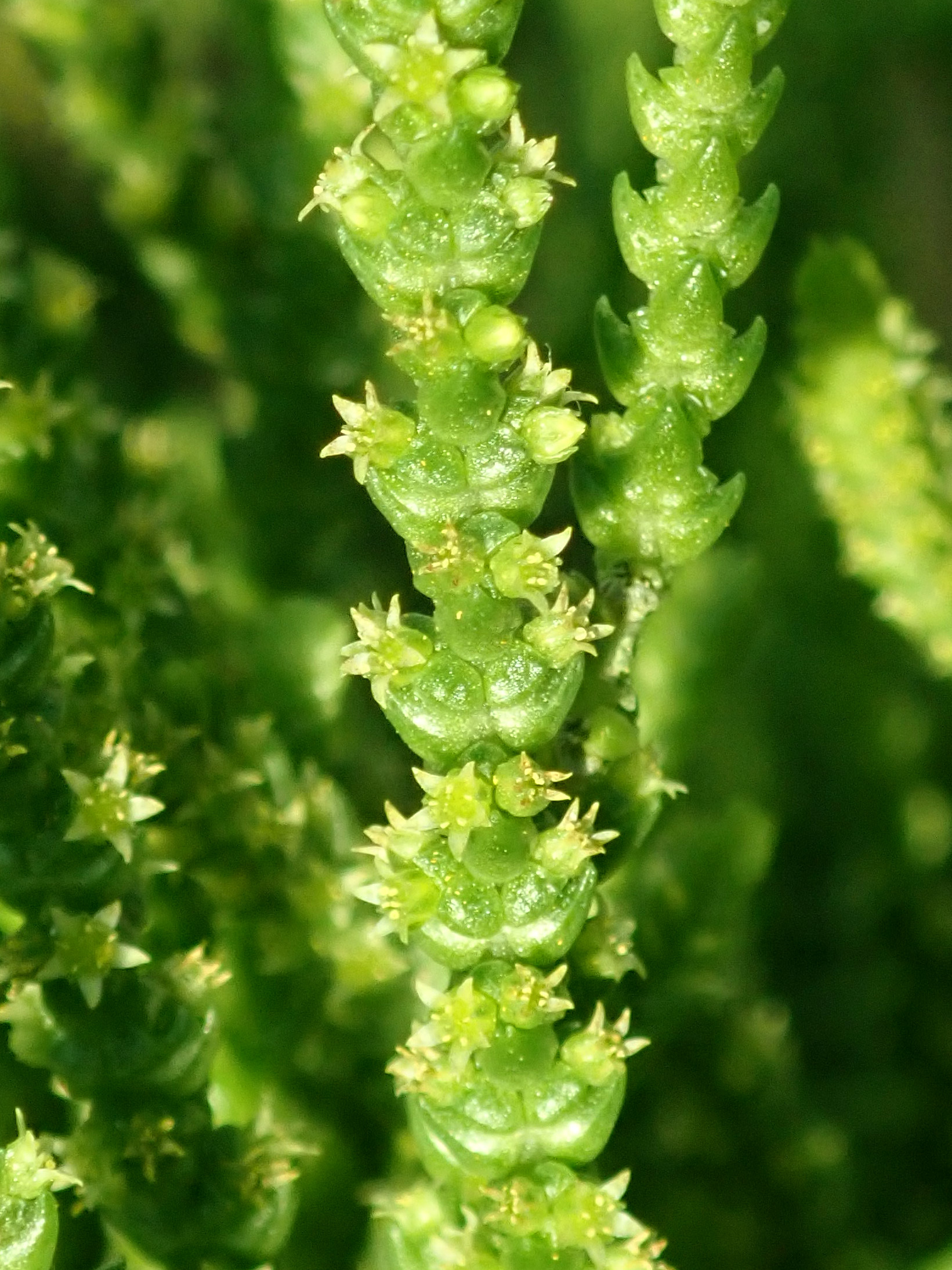
Foglie ed infiorescenze di C. muscosa all'orto botanico di Berlino

C. muscosa è una pianta perenne a comportamento arbustivo, formata da numerosi steli ascendenti o striscianti, in grado di crescere fino a 60 centimetri di lunghezza e 5 millimetri in diametro. Questi sono irregolarmente ramificati, con un aspetto legnoso e ricoperti da quattro file di foglie, che sono ordinatamente sovrapposte
Le foglie misurano 2-8 mm in lunghezza per 1-4 mm in larghezza, sono di forma da ovata a triangolare, con le estremità appuntite e glabre, disposte a 90° l'una rispetto all'altra. Sono inoltre carnose e di colore in genere verde, con sfumature gialle o marroni.
I fiori di piccole dimensioni sono in genere solitari o a volte raggruppati su dicasia sessili formate da 2-8 fiori, che si sviluppano dall'ascella delle foglie. Il calice è formato da 5 sepali lunghi 1 mm, triangolari o lanceolati, con le estremità acuminate. La corolla è invece composta da 5 petali lunghi circa 2 mm, di forma oblunga o triangolare, e di colore dal giallo-verde al marrone. Sugli stami, lunghi 0,5-1 mm, si sviluppano le antere di colore giallastro.

## Distribuzione
La Crassula muscosa è originaria delle province del Capo e dello Stato Libero, in Sudafrica, oltre che della parte meridionale della Namibia.
Per opera dell'uomo è stata introdotta nelle isole Canarie, dove di fatto si è ormai naturalizzata, ed in Corsica. Si è diffusa anche in alcune regioni italiane dove, per Sicilia, Campania, Toscana e Marche, è classificata come alloctona mentre in Liguria, Sardegna e Calabria, risulta ormai naturalizzata.

## Varietà
Sono ad oggi accettate le seguenti varietà:
- Crassula muscosa var. obtusifolia (Harv.) G.D.Rowley[9]
- Crassula muscosa var. parvula (Eckl. & Zeyh.) Toelken[10], nota anche come:

1. Combesia muscosa var. parvula (Eckl. & Zeyh.) P.V.Heath
2. Crassula parvula (Eckl. & Zeyh.) Endl.
3. Tetraphyle parvula Eckl. & Zeyh.

- Crassula muscosa var. polpodacea (Harv.) G.D.Rowley[11]
- Crassula muscosa var. rigida Toelken[12], nota anche come:

1. Crassula propinqua (Eckl. & Zeyh.) Endl.
2. Tetraphyle propinqua Eckl. & Zeyh.

- Crassula muscosa var. sinuata Toelken[13], nota anche come:

1. Combesia muscosa var. polpodacea (Eckl. & Zeyh.) P.V.Heath
2. Crassula polpodacea (Eckl. & Zeyh.) Endl.
3. Tetraphyle polpodacea Eckl. & Zeyh.

## Coltivazione
Cresce in ambienti con un buon grado di umidità, in cui il terreno è ben drenato e composto da terriccio fertile e sabbia. Durante la stagione fredda resiste ad abbassamenti della temperatura non eccessivi, fino a un minimo di 6-8 °C, richiedendo poca acqua; mentre d'estate necessita di molta più acqua e che non venga esposta al sole, poiché apprezza la luminosità ma soffre molto la luce diretta. Quando queste condizioni non sono riscontrate la pianta inizia a seccarsi e a irrigidirsi, in genere a partire dalla base del fusto fino agli apici.
Si tratta di una specie invasiva, facilmente propagata tramite talea. Se l'ambiente mantiene una temperatura stabile di 20-21 °C , con adeguate umidità e luminosità, la talea radica e cresce rapidamente. Quando in fiore, la pianta produce un odore acre e pungente simile all'urina di gatto.

## Galleria d'immagini

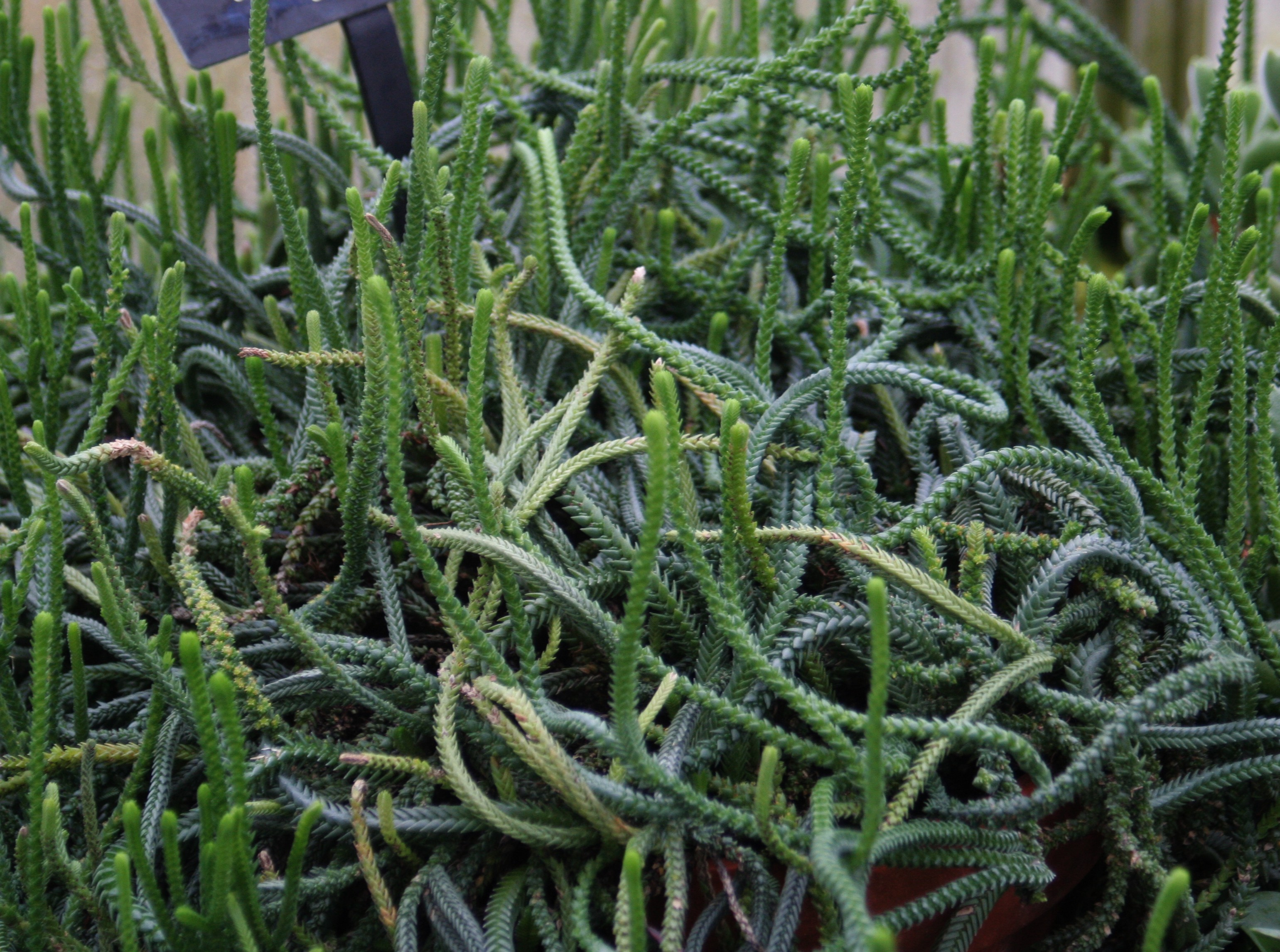
Un esemplare al Buffalo and Erie County Botanical Gardens (Buffalo, NY)
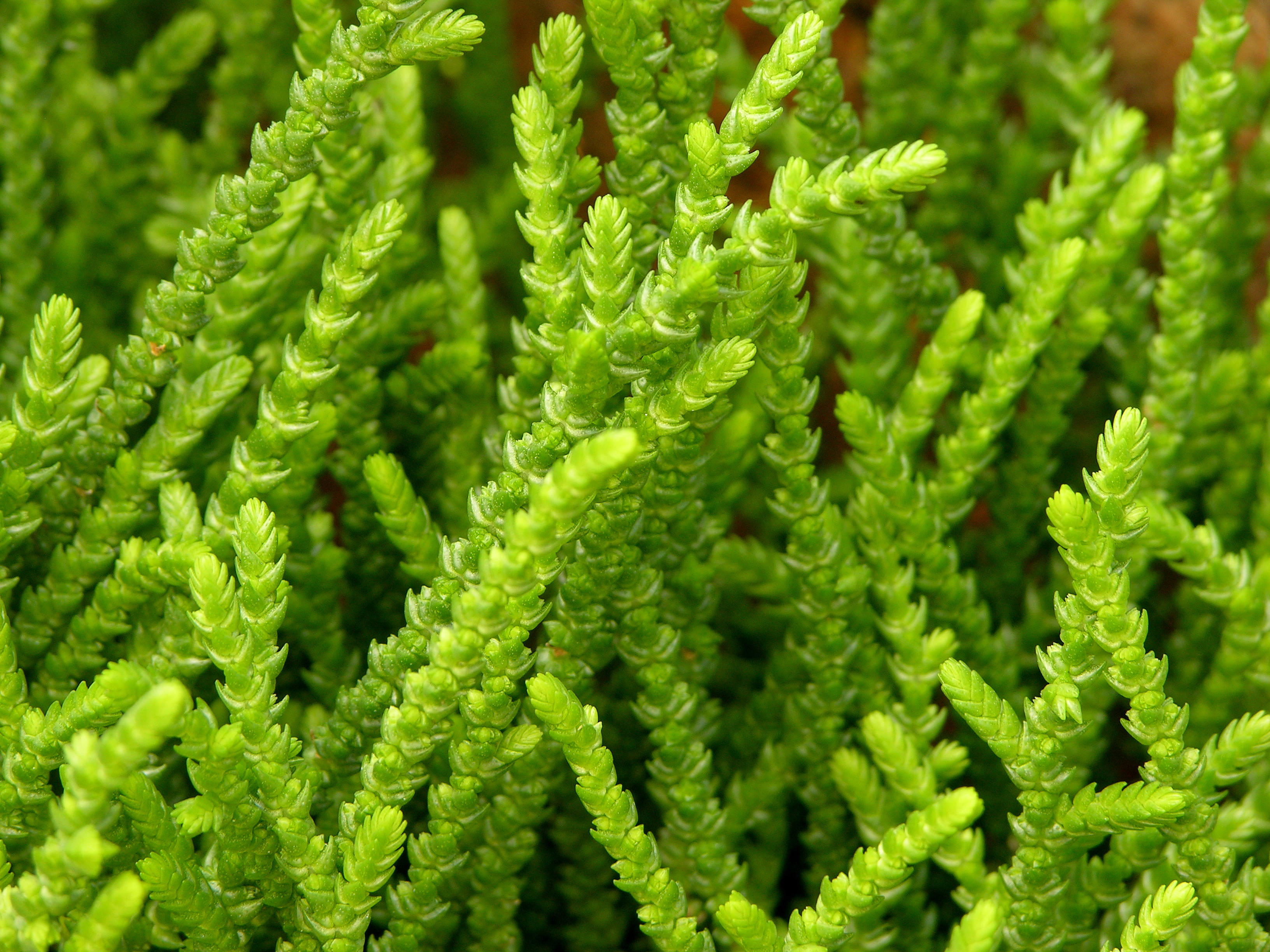
Un esemplare al Chanticleer Garden (Wayne, PA)
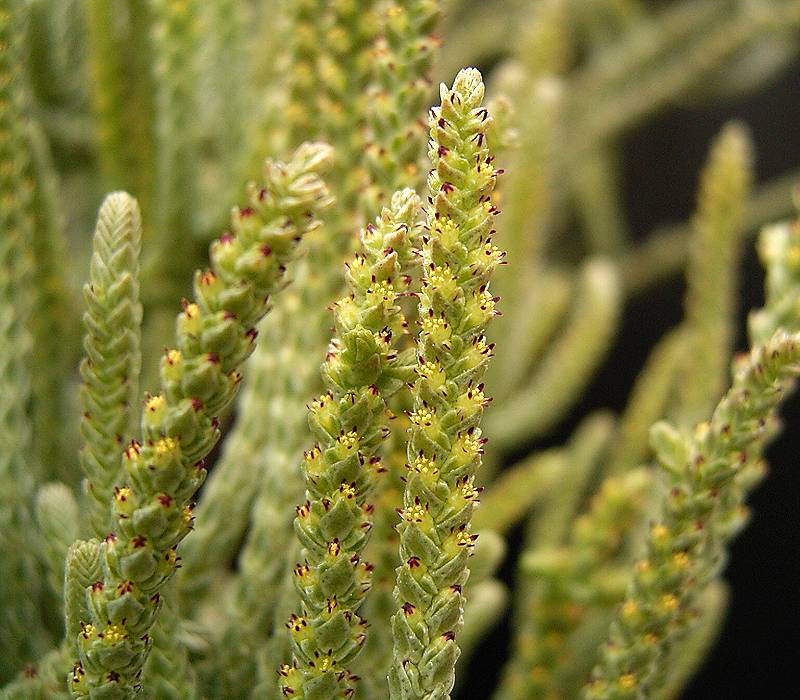
Fusto, Foglie e infiorescenze
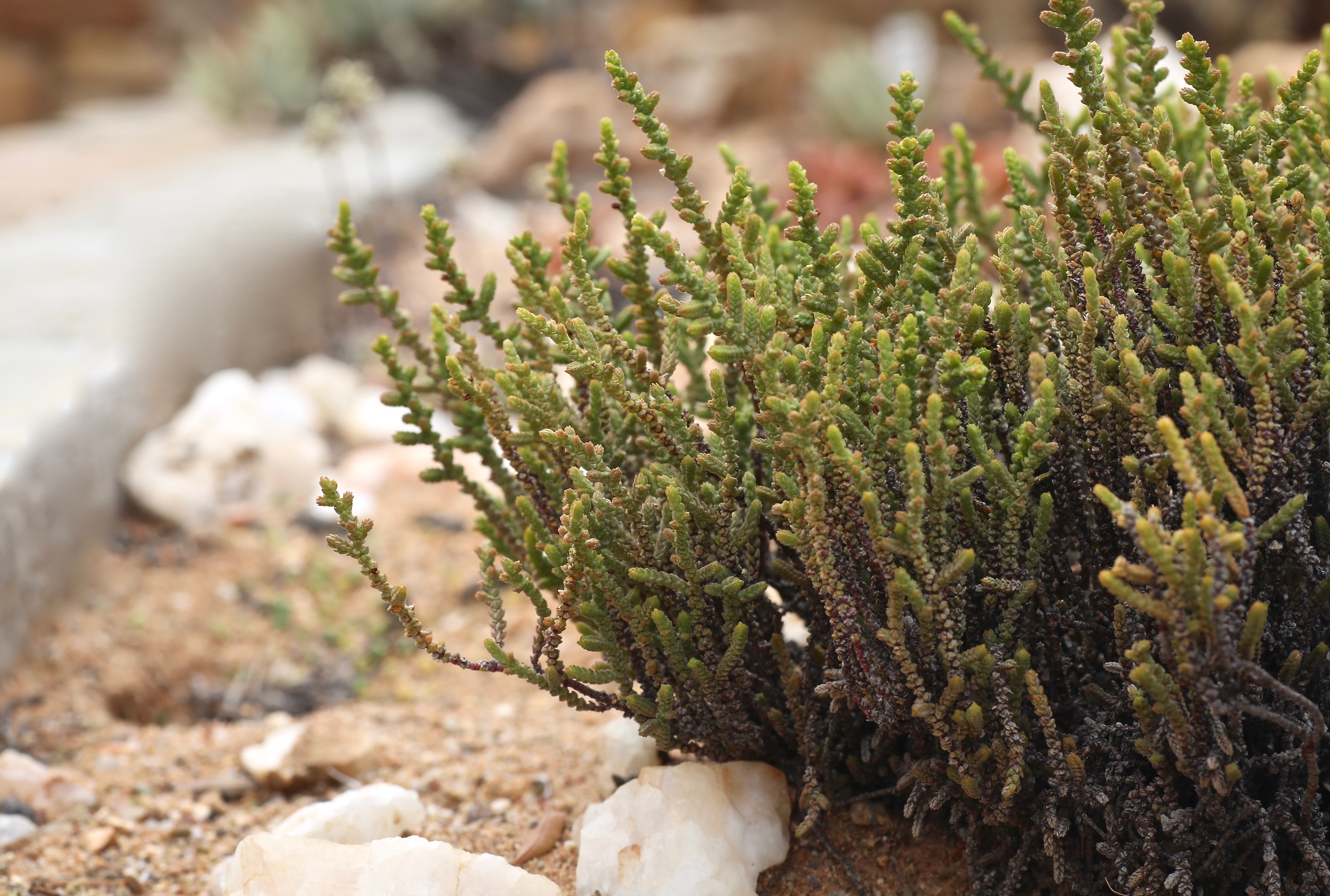
Crassula muscosa var. obtusifolia